# Lochousický rybník
Lochousický rybník je průtočný rybník na Touškovském potoce ležící pod Starým rybníkem, severozápadně od Lochousic u silnice II/230 v nadmořské výšce 401 m. Rybník je poměrně pozdního založení, v době druhého vojenského mapování ještě neexistoval. Rybník je protáhlý v jihovýchodním směru, jeho délka přesahuje 500 m a v nejširším místě má přes 100 m. Při rozloze 6 ha zadržuje rybník okolo 160 tisíc m³. Na potoku mezi Lochousickým rybníkem a Starým rybníkem je malá kaskáda.
Rybník je ve vlastnictví Klatovského rybářství.

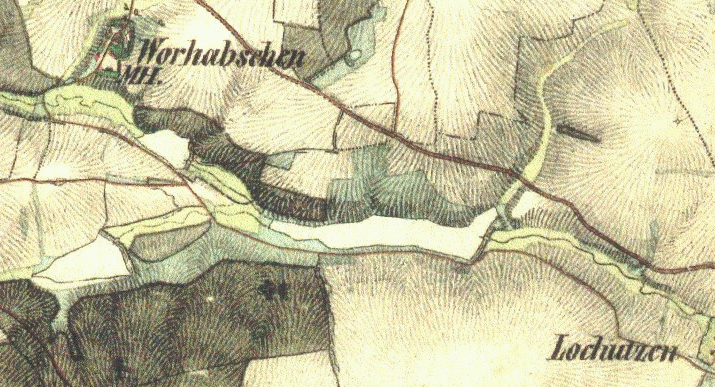
Místo dnešního Lochousického rybníka mezi Starým rybníkem a Lochousicemi na výřezu z mapy II. vojenského mapování (v pravé části nad nápisem Lochutzen)